# Bugula aspinosa
Bugula aspinosa är en mossdjursart som beskrevs av Liu 1984. Bugula aspinosa ingår i släktet Bugula och familjen Bugulidae. Inga underarter finns listade i Catalogue of Life.